# Couvent des Clarisses de Mont-de-Marsan
Le couvent des Clarisses (convent de las Clarissas en gascon) est un ancien établissement religieux catholique aujourd'hui disparu de l'Ancien Régime situé à Mont-de-Marsan. Il n'en reste aucune trace de nos jours.

## Présentation
Un couvent voué à sainte Claire est fondé en 1256 dans la seigneurie de Beyries, à l'écart du bourg du Frêche. En 1275, l'évêque d'Aire Pierre de Betous transfère les Clarisses à Mont-de-Marsan, dans l'hôpital Saint-Jacques qui accueillait et soignait depuis la fin du XIIe siècle ou le début du XIIIe siècle les pèlerins de Compostelle sur la voie limousine. Cet hôpital remplaçait lui-même un ancien prieuré bénédictin appartenant à l'abbaye de La Sauve-Majeure, peut-être voué à la Vierge Marie et qui aurait laissé son nom au pont de la May de Diù.

### Premier couvent
Etabli à l'est de la cité, le premier couvent des Clarisse de Mont-de-Marsan se situe à l'extérieur des remparts de la ville, près de la porte de Roquefort, par où les pèlerins pénètrent dans le bourg castral après avoir franchi la Douze par le pont à péage de la May de Diù.
Les vicomtesses Constance de Moncade puis sa sœur et héritière Marguerite de Béarn se font les protectrices du couvent, où leur sœur Guillelma de Moncade est abbesse. La chapelle romane de Mont-de-Marsan est bâtie à la fin du XIIIe siècle à proximité. Sa construction est attribuée aux Clarisses.
Le 7 juillet 1530, le roi François Ier épouse en secondes noces Éléonore de Habsbourg au couvent des clarisses de Mont-de-Marsan, . La cérémonie se déroule dans la nuit du 6 au 7 juillet vers deux heures du matin sous le ministère du cardinal François de Tournon.
Après un premier pillage en 1561, le couvent est saccagé en 1577 par les soldats du capitaine protestant de Mesme lors des guerres de religion, puis définitivement détruit entre 1585 et 1588 pour permettre la construction de la Petite Tenaille, ouvrage de fortification de la ville renforçant la défense de la porte de Roquefort.
Ce premier  couvent occupait l'emplacement de l'actuelle parking de la Douze au 4 rue Victor-Hugo (adresse de l'ancienne maison Nihous, face au square des Anciens-Combattants). Il n'existe toutefois pas de plan permettant d'attester plus précisément le nombre de bâtiments ou la configuration des lieux.

### Deuxième couvent
Après le saccage de 1577 de leur couvent, les Clarisses logent dans plusieurs maisons du bourg dont elles font l'acquisition, avant de faire construire un nouveau couvent longeant le sud de la rue Maubec, à l'emplacement de l'actuelle préfecture des Landes. Ce deuxième couvent est achevé en 1691. Par la suite, elles s'agrandissent et achètent deux maisons au Bourg-Neuf.
Lors de la Révolution française, les biens ecclésiastiques sont nationalisés par application du décret du 2 novembre 1789 et la loi du 6 avril 1792 supprime les congrégations religieuses. A Mont-de-Marsan, les sœurs sont définitivement chassées du couvent des Clarisses et dispersées en octobre 1792. Les bâtiments conventuels servent un temps de prison où sont détenus les moines du couvent des Cordeliers, les prêtres réfractaires et de caserne pour y loger les gendarmes qui les surveillent. Une autre partie sert à entreposer les biens des émigrés du département. Prêtres et moines ne seront libérés qu'en 1800  par le baron Alexandre Méchin, premier préfet des Landes.
L'empereur Napoléon Ier fait étape à Mont-de-Marsan entre les 13 et 14 avril 1808 lors d'un déplacement à Bayonne. Il séjourne à cette occasion à l'hôtel Papin, propriété du sénateur Jean-Baptiste Papin, père d'une de ses anciennes maîtresses. Trois mois plus tard, il signe le décret de Bayonne du 12 juillet 1808 par lequel il fait don au département des Landes des bâtiments et dépendances du couvent des Clarisses pour l'établissement d'un hôtel de préfecture, à la suite de quoi le couvent est rasé. L'emprise ainsi libérée accueille l'hôtel de préfecture des Landes, édifié entre 1810 et 1818.

### Revenus
Tout comme leurs homologues masculins franciscains du couvent des Cordeliers, les Clarisses vivent de la générosité des seigneurs et du peuple. En 1329, Gaston II de Foix-Béarn ordonne au péager de Mont-de-Marsan de payer annuellement 200 sous de Morlaàs à l'Ordre des Pauvres Dames. En 1332, B. de Nadeylhac fait un don de 50 livres bordelaises aux sœurs mineures montoises. Les sœurs perçoivent en plus des droits sur une vingtaine de paroisses. La rapidité de la reconstruction de leur couvent après 1577 atteste qu'elle possèdent de nombreux revenus.

### Vestige
Un sarcophage de pierre provenant de la fouille du premier couvent des Clarisses en 1983 est conservé dans les réserves du musée Despiau-Wlérick après avoir été exposé plusieurs années à la minoterie de Mont-de-Marsan.